# Cassini I
Pour les articles homonymes, voir Cassini.
Pour Jean-Dominique Cassini (Giovanni Domenico Cassini), dit Cassini Ier, voir Jean-Dominique Cassini.
Cassini I (1988 - 16 novembre 2014) est un étalon Holsteiner, l'un des meilleurs et les plus influents de la race. Il était l'un des chevaux de saut d'obstacles les plus populaires au monde, et occupait le sixième rang dans l'estimation FN-Zuchtwert de 2009. Cassini descend de Capitol I, le père de sa mère est Caletto II.

## Palmarès
En 1997, il a remporté la Coupe des Nations à Helsinki sous la selle de Bo Kristoffersen avec l'équipe danoise, et a participé aux Championnats d'Europe à Mannheim. Peu de temps après, il a été confié à Franke Sloothaak. Ensemble, ils ont remporté les grands prix d'Arnhem et de Modène. Le couple a été gagnant dans des compétitions internationales et a rencontré le succès dans les prix nationaux et des compétitions de coupe du monde. Le succès sportif a entraîné un gain de 296 950 deutschmarks (à partir de 2001).

## Descendance
Ses descendants réussissent en compétition de saut d'obstacles partout dans le monde. Entre autres, Cassini est le père d'Isovlas Olympic (Steve Guerdat) et de Cumano (Jos Lansink). Carlsson vom Dach a gagné la médaille d'or par équipe pour les États-Unis avec Will Simpson aux Jeux olympiques de 2008 à Hong Kong. Eurocommerce Berlin, sous le nom de Casper, a terminé deuxième avec Gerco Schröder lors de la Coupe des Nations d'Aix-la-Chapelle. 
Ses descendants gagnent ensemble une somme de plus de deux millions d'euros (à partir de 2009). Plus de 50 fils de Cassini sont également actifs dans l'élevage. 
Il est le père de Castelino van de Helle et de Clever Lady.